# Achille Pinelli

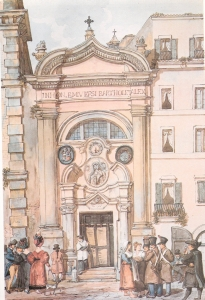
Achille Pinelli – Santi Bartolomeo e Alessandro dei Bergamaschi in Piazza Colonna

Achille Pinelli, född 1809 i Rom, Italien, död 5 september 1841 i Neapel, var en italiensk målare och gravör.
Pinelli, som var son till gravören och illustratören Bartolomeo Pinelli, specialiserade sig på att avbilda Roms kyrkors fasader. Han kom att publicera cirka tvåhundra akvareller med motiv från Rom.